# 武内直子
武内直子（1967年3月15日—），日本女性漫畫家，小名為「直子公主」。出生於日本山梨縣甲府市，代表作為《美少女戰士》。1999年與冨樫義博結婚，戶籍改名為冨樫直子。

## 重要記事
- 1986年武內直子的作品《Love Call》獲得第二屆《Nakayoshi》新人漫畫賞入選[1]。
- 1993年武內直子的作品《美少女戰士》獲得了第十七屆講談社漫畫賞的少女部門賞[1]。
- 1997年12月24日武內直子與冨樫義博共同出版一本同人誌。冨樫義博畫了武內直子的作品《美少女戰士》，武內直子也畫了一些平常不畫的東西，並且書中還有武內直子與冨樫義博的唇印，附註是冨樫王子與直子公主的聖誕禮物（自此時起二人的八卦謠言滿天飛）。
- 1999年1月，武內直子終於在眾人的祝福下，與冨樫義博結婚。當時的兩位司儀是三石琴乃（《美少女戰士》月野兔的配音人員）和佐佐木望（《幽遊白書》浦飯幽助的配音員）。
- 2000年11月冨樫夫婦生下一子。大约2008年再生下一女（2009年时提及有了一岁的第二个孩子，2012年提到女儿很可爱）。

## 人物介绍
武內直子出生於山梨縣甲府市，家中經營珠寶店，畢業於甲府市立北中學校、山梨縣立甲府第一高等學校、共立藥科大學藥學部。初中时最得意的学科是理科，美术在那时也非常拿手，因为从小就很喜欢画画，高中时代参加过美术社团与天文社团，亦為一高祭實行委員會之活躍人物。她从小读到大的漫画杂志就是《Nakayoshi》，第一次读到《Nakayoshi》是一次刚进小学得了感冒時，家人为了安慰她才买了这本杂志送她，后来阅读漫画上瘾就开始假装生病，她以为就能得到很多漫画。之后从初中到高中，每本少女漫画她都会买，一个月大约要买20多本。最喜欢松本零士漫画中的少女形象以及上原贵子漫画中华丽的画风和有趣的对白。高中時开始认真创作漫画並向出版社投稿，大學時以〈LOVE CALL〉獲得1986年第2屆Nakayoshi新人漫畫賞入選而出道。1989年考取藥劑師資格，曾於慶應義塾大學病院中央檢查部工作過半年。
武內直子最爱用的画材是0.05铅笔、马克笔、彩色光漆、彩色墨水以及用起来很顺手的彩色粉笔，她在用彩色墨水时总担心印刷出来的色调和原稿的差别很大，所以每次在画彩色画稿时总是薄薄的上色。上沾水笔线对武内直子来说是很痛苦的，画不好的地方总是喜欢用白颜料来修正、掩盖，她本人也喜欢闪闪发光的效果。除了画漫画外，她还为自己作品（特别是《美少女战士》）的游戏与音乐CD写剧本，作词，设计衍生的角色形象等。当然她还画过小说家-小泉真理绘所著作小说的插图。直到2006年正式淡出漫画界。

## 工作日程
以下为武內直子一个月的工作日程安排情况：
- 1—4日、《るんるん》漫画杂志的封面以及KC单行本的设计与装饰。
- 5—6日、不时的给彩色画稿上色。
- 7—9日、阅读相关的资料与书籍 並取材来构思作品。
- 10—16日、全心投入到画《Nakayoshi》即将连载的画稿中。
- 17—20日、在家里休息睡觉、有时跟朋友出去逛街、聊天。
- 21—30日、主要专心彩稿的着色工作等。

## 作品一覽

### 單篇、短篇集
- 《雨之戀》（日语：ミス・レイン，台譯《水姑娘》）
- 《戀愛季節》（日语：プリズムタイム，台譯《恋恋风情》）

### 漫畫
- 《聖誕朱古力》（日语：チョコレート・クリスマス，台譯《巧克力情人》）
- 《瑪·莉·亞》（日语：ま・り・あ）
- 《櫻桃計劃》（日语：Theチェリー・プロジェクト，台譯《溜冰天使》）
- 《水手战士V》（日语：コードネームはセーラーV）
- 《美少女戰士》（日语：美少女戦士セーラームーン）
- 《PQ Angles》
- 《Love Witch》
- 《Toki Meka》

### 小說插畫
- 《藍海之戀》系列（日语：マーメイド・ぱにっく）
  - 1冊《輕輕說聲愛》
  - 2冊《獵愛高手》
  - 3冊《沒有一秒不想你》
  - 4冊《為你掏心》
- 《呼叫愛情》
- 《玫瑰情話》